# 사토이 켄타
사토이 켄타(Kenta Satoi, 1957년 5월 14일 ~ )는 일본의 배우이다.
지바현에서 태어났다.

## 방송
- 미러·트윈스
- 이아리 보이지 않는 얼굴
- 나고야행 마지막 열차 2018
- 논마마 백서
- 비서 카이바라와 6명의 수상한 손님
- 청천을 찔러라 - 홋타 마사요시 역

## 영화
- 좀100: 좀비가 되기 전에 하고 싶은 100가지 (2023년)
- 비서 카이바라와 6명의 수상한 손님 (2016년)
- 낚시 바보 일지 ~신입 사원 하마사키 덴스케~ (2015년)
- 파열 (2015년)
- 탐정의 탐정 (2015년)
- 사랑을 쌓는 사람 (2015년)
- 스페셜리스트 3 (2015년)
- 춤추는 대수사선 더 파이널 (2012년) - 우오즈미 지로 역
- 춤추는 대수사선 3 (2010년)
- 에키로 (2009년)
- 절대 그이 - 완전무결한 연인 로봇 (2008년)
- 기묘한 이야기 - 15주년 특별편 (2006년)
- 길모퉁이 분기점의 그녀 (2005년)
- 내일 날씨 맑음 (2003년) - 시미즈 쿄조 역
- 춤추는 대수사선 극장판 2 - 레인보우 브릿지를 봉쇄하라 (2003년)
- 고양이의 보은 (2002년)
- 과수연의 여자 1 (1999년)
- 최면 (1999년)
- 시나노의 콜롬보 (1998년)
- 춤추는 대수사선 번외편-초여름 교통안전 완전스페셜 (1998년)
- 춤추는 대수사선 - 가을의 범죄박멸 스페셜 (1998년)
- 춤추는 대수사선 (1998년)
- 춤추는 대수사선 - 연말 스페셜 (1997년)
- 춤추는 대수사선 - TV 시리즈 (1997년)